# Zaliśke
Zaliśke (ukr. Заліське) – wieś na Ukrainie, w obwodzie czerkaskim, w rejonie zwinogródzkim, w hromadzie Talne. W 2001 liczyła 850 mieszkańców, spośród których 833 wskazało jako ojczysty język ukraiński, 9 rosyjski, 3 mołdawski, a 5 inny.